# Thebe (satelit)
Thebe /'te.be/, cunoscut și sub numele de Jupiter XIV, este al patrulea dintre sateliții lui Jupiter după distanța față de planetă. A fost descoperit de Stephen P. Synnott în imagini făcute de sonda spațială Voyager 1, făcute pe 5 martie 1979, în timp ce-și făcea zborul spre Jupiter. În 1983, a fost numit oficial după nimfa mitologică Thebe.
Al doilea ca mărime dintre sateliții interiori ai lui Jupiter, Thebe orbitează pe marginea exterioară a inelului Gossamer Thebe, care este format din praful aruncat de pe suprafața sa. Are o formă neregulată și o culoare roșiatică și se crede că, ca Amalthea să fie alcătuită din gheață poroasă cu cantități necunoscute de alte materiale. Formele sale de relief includ cratere mari și munți înalți - unele dintre ele sunt comparabile cu dimensiunea satelitului în sine.
Thebe a fost fotografiat în 1979 de navele spațiale Voyager 1 și 2, iar mai târziu, mai în detaliu, de sonda spațială Galileo în anii 1990.

## Descoperire și observații
Thebe a fost descoperit de Stephen P. Synnott în imaginile de la sonda spațială Voyager 1 făcute pe 5 martie 1979 și a primit inițial denumirea provizorie S/1979 J 2. În 1983, a fost numit oficial după nimfa mitologică Thebe care era o iubitoare a lui Zeus - echivalentul grecesc al lui Jupiter.
După descoperirea sa de către Voyager 1, Thebe a fost fotografiată de sonda spațială Voyager 2 în 1979. Cu toate acestea, înainte ca sonda spațială Galileo să sosească la Jupiter, cunoștințele despre acesta erau extrem de limitate. Galileo a fotografiat aproape toată suprafața lui Thebe și a ajutat la clarificarea compoziției acestuia.

## Orbită
Thebe este cel mai exterior dintre sateliții interiori jovieni și orbitează în jurul lui Jupiter la o distanță de aproximativ 222.000 km (3,11 raze ale lui Jupiter). Orbita sa are o excentricitate de 0,018 și o înclinare de 1,08° față de ecuatorul lui Jupiter. Aceste valori sunt neobișnuit de mari pentru un satelit interior și pot fi explicate prin influența trecută a celui mai interior satelit Galileian, Io; în trecut, mai multe rezonanțe cu Io ar fi trecut prin orbita lui Thebe, pe măsură ce Io se îndepărta treptat de Jupiter, iar acestea au crescut orbita lui Thebe.
Orbita lui Thebe se află lângă marginea exterioară a inelului Gossamer Thebe, care este compus din praful aruncat de pe satelit. După aruncare, praful se deplasează în direcția planetei sub acțiunea tragerii Poynting-Robertson, formând un inel interior satelitului.

## Caracteristici fizice

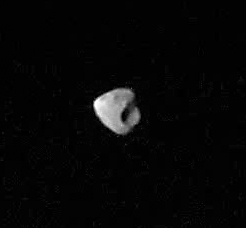
Thebe și craterul Zethus au fost fotografiați de sonda spațială Galileo în ianuarie 2000

Thebe are o formă neregulată, cea mai apropiată aproximare elipsoidală fiind de 116×98×84 km. Suprafața sa este de probabil între 31.000 și 59.000 (~45.000) km2. Densitatea sa totală și masa nu sunt cunoscute, dar presupunând că densitatea sa medie este ca cea a lui Amalthea (aproximativ 0,86 g/cm3), masa sa poate fi estimată la 4.3 × 1017 kg.
La fel ca toți sateliții interiori ai lui Jupiter, Thebe se rotește sincron cu mișcarea sa orbitală, păstrând astfel o față mereu îndreptată spre planetă. Orientarea sa este astfel încât axa lungă indică întotdeauna spre Jupiter. În punctele de pe suprafață cele mai apropiate și mai îndepărtate de Jupiter, se crede că suprafața este aproape de marginea limitei Roche, unde gravitația lui Thebe este doar puțin mai mare decât forța centrifugă. Ca rezultat, viteza cosmică în aceste două puncte este foarte mică, permițând astfel prafului să scape cu ușurință după impacturi cu meteoriți și arucându-i în inelul Gossamer Thebe.
Zethus /'ze.tus/ este cel mai mare crater (cu un diametru de aproximativ 40 km) și singura formă de relief numită a satelitului  Thebe a lui Jupiter. Există mai multe puncte luminoase pe marginea acestui crater. Este situat în partea îndepărtată a lui Thebe, cu fața spre Jupiter. A fost descoperit de sonda spațială Galileo. Este numit după Zethus (Ζῆθος), soțul nimfei Thebe în mitologia greacă.
Suprafața lui Thebe este întunecată și pare să fie roșiatică. Există o asimetrie substanțială între emisfere: o emisferă este de 1,3 ori mai strălucitoare decât cealaltă. Asimetria este probabil cauzată de viteza și frecvența mai mare a impacturilor asupra emisferei conducătoare, care excavează un material strălucitor (probabil gheață) din interiorul satelitului. Suprafața lui Thebe este puternic craterizată și se pare că există cel puțin trei sau patru cratere care sunt foarte mari, fiecare fiind aproximativ comparabil ca dimensiune cu Thebe însăși.